# Basaburua
Basaburua en basque ou Basaburúa en espagnol est une commune de la Communauté forale de Navarre (Espagne).
Elle est située dans la zone bascophone de la province où la langue basque est coofficielle avec l'espagnol et fait partie de la mérindade de Pampelune. Le secrétaire de mairie est aussi celui de Imotz.

## Toponymie
Basaburua est un toponyme qui vient de la langue basque et qui signifie la partie haute du bois, de basa (bois), buru (tête mais peut se traduire aussi par partie haute) et du suffixe a qui est l'article.
Historiquement il y eut deux vallées de ce nom en Navarre, celle-ci qui se désignait Basaburua  Nagusia / Basaburua Mayor (ou simplement Basaburúa) et correspondant à la zone bascophone, au nord de Pampelune. Une autre nommée Basaburua Menor, située à la ligne de partage des eaux, sur le versant atlantique de la Navarre, vu depuis Pampelune.
Au XIXe siècle Basaburúa Menor se désagrège en diverses municipalités tandis que Basaburúa Mayor continue dans le regroupement des villages formant une municipalité unique.
Dans les années 1990 Basaburúa Mayor adapte son nom à la graphie normalisée dans la langue basque et devient Basaburua (sans le tilde) en supprimant le mot Mayor, tombé en désuétude depuis la disparition de l'entité de sa voisine.

## Géographie

### Concejos
Cette commune est composée des concejos suivants :
- Arrarats (espagnol: Arrarás)
- Beruete
- Gartzaron (espagnol: Garzarón)
- Igoa
- Iharben (espagnol: Yarben)
- Itsaso (espagnol: Ichaso)
- Jauntsarats (espagnol: Jaunsaras)
- Orokieta-Erbiti (espagnol: Oroquieta-Erbiti)
- Udabe-Beramendi

Certaines localités situées dans la commune n'ont pas le statut de concejo :
- Aizarotz
- Beramendi
- Erbiti
- Ola
- Orokieta (espagnol: Oroquieta)
- Udabe

## Division linguistique
En 2011, 67.2% de la population de Basaburua ayant 16 ans et plus avait le basque comme langue maternelle. La population totale située dans la zone bascophone en 2018, comprenant 64 municipalités dont Basaburua, était bilingue à 60.8%, à cela s'ajoute 10.7% de bilingues réceptifs.

### Droit
En accord avec Loi forale 18/1986 du 15 décembre sur le basque, la Navarre est linguistiquement divisée en trois zones. Cette municipalité fait partie de la zone bascophone où l'utilisation du basque est majoritaire. Le basque et le castillan sont utilisés dans l'administration publique, les médias, les manifestations culturelles et en éducation cependant l'usage courant du basque y est présent et encouragé le plus souvent.

## Démographie
| Évolution démographique                                   | Évolution démographique | Évolution démographique | Évolution démographique | Évolution démographique | Évolution démographique | Évolution démographique | Évolution démographique | Évolution démographique | Évolution démographique | Évolution démographique |
| 1996                                                      | 1998                    | 1999                    | 2000                    | 2001                    | 2002                    | 2003                    | 2004                    | 2005                    | 2006                    | 2007                    |
| --------------------------------------------------------- | ----------------------- | ----------------------- | ----------------------- | ----------------------- | ----------------------- | ----------------------- | ----------------------- | ----------------------- | ----------------------- | ----------------------- |
| 682                                                       | 685                     | 697                     | 676                     | 667                     | 671                     | 682                     | 683                     | 714                     | 799                     | 834                     |
| Sources: Basaburua et instituto de estadística de navarra |                         |                         |                         |                         |                         |                         |                         |                         |                         |                         |

### Sources
- (es) Cet article est partiellement ou en totalité issu de l’article de Wikipédia en espagnol intitulé « Basaburúa Mayor » (voir la liste des auteurs).